# Piaski (gmina w województwie wielkopolskim)
Piaski – gmina wiejska w województwie wielkopolskim, w powiecie gostyńskim.

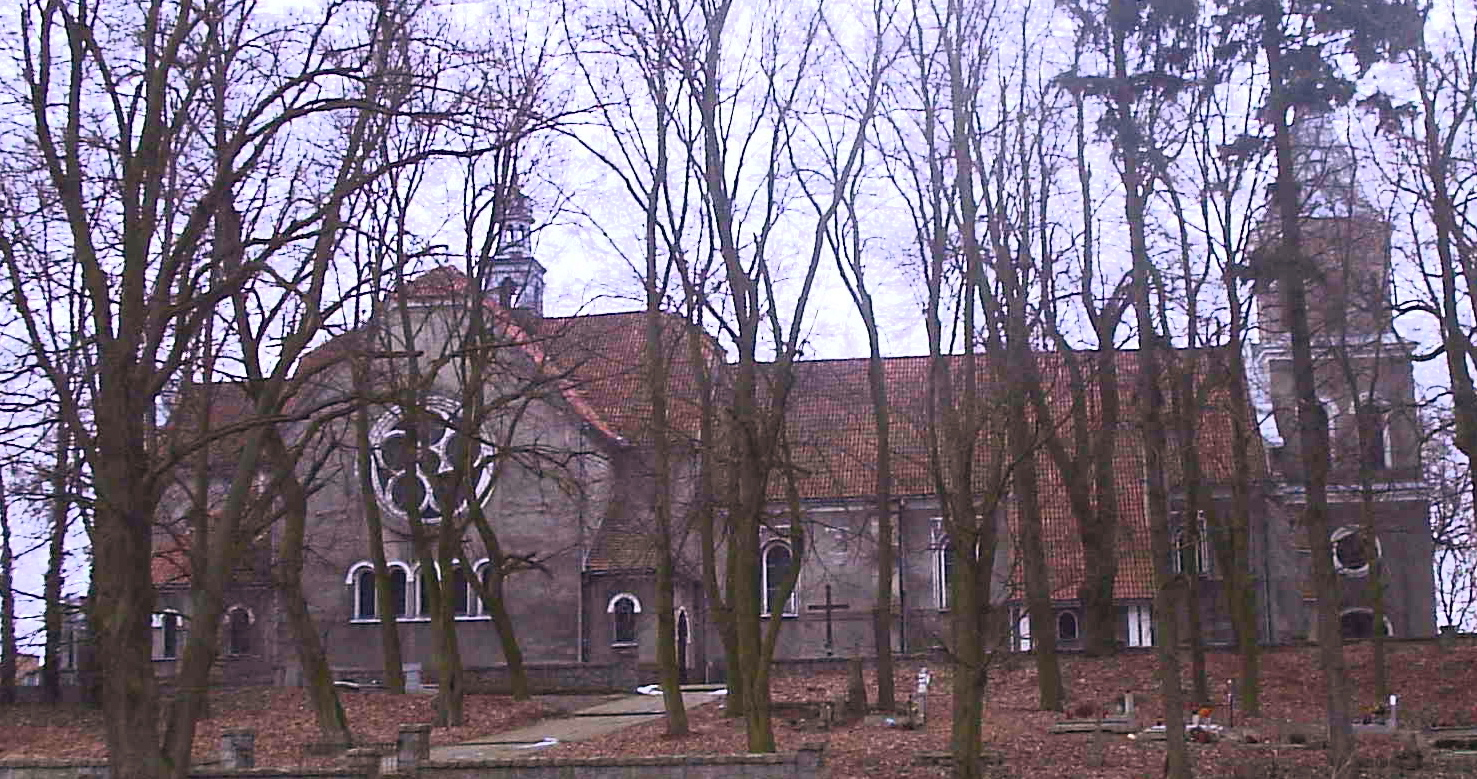
Kościół katolicki w Strzelcach Wielkich

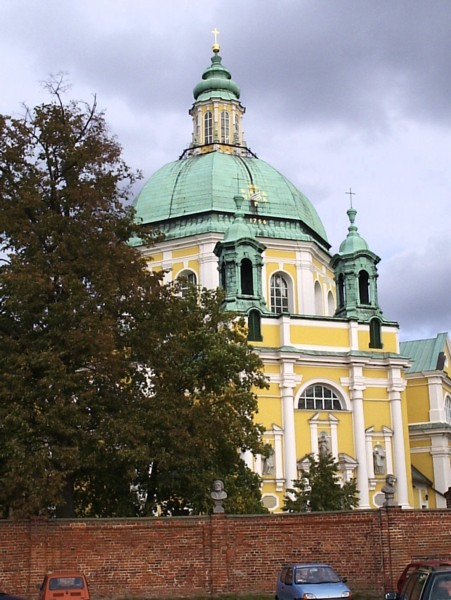
Bazylika na Świętej Górze (Głogówko)

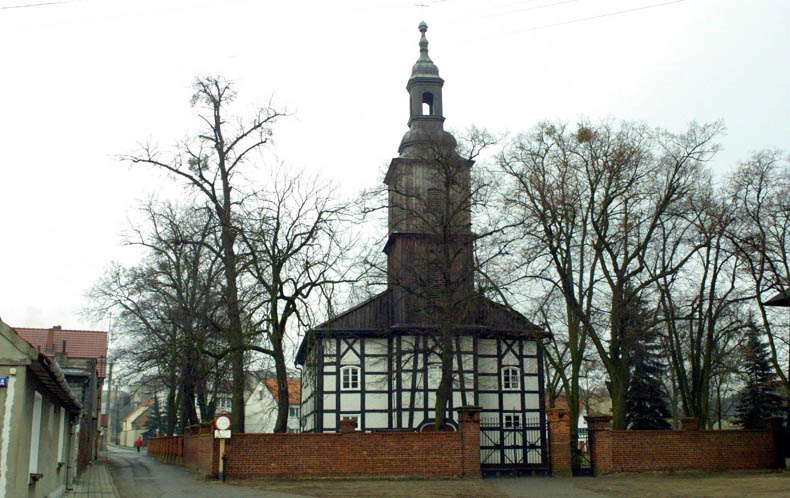
Kościół poewangelicki w Piaskach

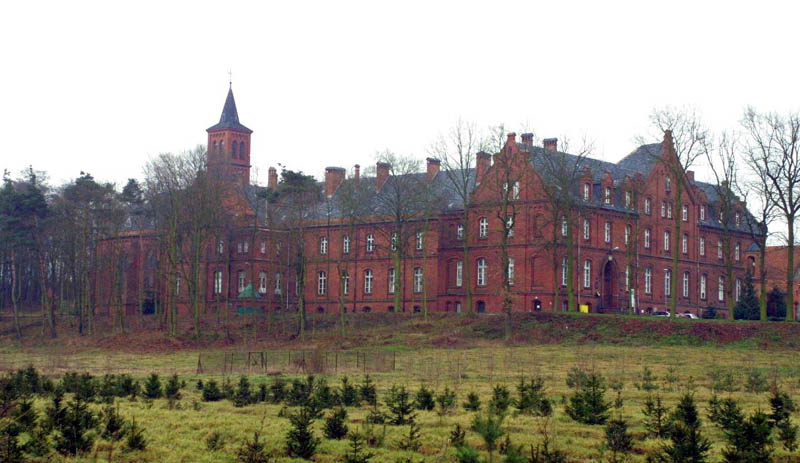
Szpital w Piaskach

## Demografia
Powierzchnia gminy wynosi 100,7 km². Liczba mieszkańców szacowana jest na ok. 8300. Gęstość zaludnienia wynosi 82,4 osób/km². Siedzibą gminy jest miejscowość Piaski.
Według danych z 31 grudnia 2019 roku gminę zamieszkiwało 8630 osób.
Piramida wieku mieszkańców gminy Piaski w 2014 roku.

## Miejscowości
- Piaski – wieś, siedziba gminy
- Anteczków – wieś
- Bielawy Szelejewskie – wieś
- Bodzewo – wieś
- Bodzewko Pierwsze – wieś
- Bodzewko Drugie – wieś
- Drogoszewo
- Drzęczewo Pierwsze – wieś
- Drzęczewo Drugie – wieś
- Godurowo – wieś
- Głogówko – wieś
- Grabonóg – wieś
- Józefowo – wieś
- Lafajetowo – wieś
- Lipie – wieś
- Łódź – wieś
- Michałowo – wieś
- Podrzecze – wieś
- Rębowo – wieś
- Smogorzewo – wieś
- Stefanowo – wieś
- Strzelce Małe – wieś
- Strzelce Wielkie – wieś
- Szelejewo Drugie
- Szelejewo Pierwsze
- Talary
- Taniecznica – wieś
- Zabornia

## Sąsiednie gminy
Dolsk, Gostyń, Krobia, Borek Wlkp., Pogorzela, Pępowo